# أبوستولوس فيليوس
أبوستولوس فيليوس (باليونانية: Απόστολος Βέλλιος) (8 يناير 1992 سلانيك اليونان - ) هو لاعب كرة قدم يوناني، يلعب كمهاجم.

## وصلات خارجية
أبوستولوس فيليوس على موقع الاتحاد الأوربي (الإنجليزية)
- أبوستولوس فيليوس على موقع قاعدة بيانات كرة القدم.إي يو (الإنجليزية)
- أبوستولوس فيليوس على موقع ناشيونال فوتبول تيمز (الإنجليزية)
- أبوستولوس فيليوس على موقع Soccerbase.com (لاعب) (الإنجليزية)
- أبوستولوس فيليوس على موقع Soccerway.com (الإنجليزية)
- أبوستولوس فيليوس على موقع عالم كرة القدم.نت (الإنجليزية)
- أبوستولوس فيليوس على موقع AS.com (الإسبانية)